# Hugo von Kirchbach
Hugo Ewald Graf von Kirchbach (23 tháng 5 năm 1809 – 26 tháng 10 năm 1887) là một tướng lĩnh quân sự của Phổ, đã góp phần không nhỏ đến sự thành lập Đế quốc Đức vào ngày 18 tháng 1 năm 1871. Ông đã tham gia chỉ huy quân đội Phổ trong Chiến tranh Áo-Phổ năm 1866, và chỉ huy Quân đoàn V của Phổ trong cuộc Chiến tranh Pháp-Đức (1870 – 1871).

## Cuộc đời
Von Kirchbach chào đời vào năm 1809 tại Neumarkt ở tỉnh Schlesien, và gia nhập trường thiếu sinh quân vào năm 1824. Đến năm 1826, ông được giao trọng trách cầm cờ trong Trung đoàn "Vương công Leopold xứ Anhalt-Dessau" (Fürst Leopold von Anhalt-Dessau). Vào năm 1827, ông trở thành một thượng sĩ. Từ năm 1831 cho đến năm 1834, ông học tại Viện Hàm lâm Quân sự Phổ, và đây là điều kiện tiên quyết để gia nhập Bộ Tổng tham mưu Phổ. Vào năm 1838, ông gia nhập Cục đo đạc địa hình của Bộ Tổng tham mưu Phổ. Ông được thăng cấp trung úy năm 1840, đại úy năm 1845 và thiếu tá năm 1850. Từ năm 1855 cho đến năm 1858, ông là một cục trưởng trong Bộ Tổng tham mưu. Vào năm 1859, von Kirchbach nhậm chức tư lệnh của Trung đoàn Bộ binh số 36. Trước khi được phong cấp bậc Thiếu tướng vào năm 1863, von Kirchbach đã phục vụ trong Quân đoàn III tại kinh đô Berlin với tư cách là tham mưu trưởng.
Trong cuộc Chiến tranh Schleswig lần thứ hai, von Kirchbach đã được giao trách nhiệm chỉ huy Lữ đoàn Bộ binh số 21. Khi cuộc Chiến tranh Áo-Phổ khởi đầu vào năm 1866, von Kirchbach được thăng cấp Trung tướng và trở thành người chỉ huy của Sư đoàn Bộ binh số 1. Ông đã thể hiện khả năng của mình trong trận đánh tại Nachod, cũng như trong các cuộc giao tranh tại Skalitz và Schweinschädel. Nhờ cống hiến của ông cho quân đội Phổ trong các trận chiến này, ông được tặng thưởng Huân chương Quân công (Pour le Mérite). Sư đoàn của ông không tham chiến ở Königgrätz. Khi cuộc Chiến tranh Pháp-Phổ bùng nổ vào năm 1870, von Kirchbach được thăng cấp Thượng tướng Bộ binh (General der Infanterie) và trao quyền chỉ huy Quân đoàn V của Phổ – một phần thuộc Tập đoàn quân số 3 dưới quyền Thái tử Friedrich Wilhelm. Ông đã đóng một vai trò quan trọng trong các chiến thắng đầu tiên của quân đội Đức trong cuộc chiến tranh tại Wissembourg và Reichshoffen. Trong trận đánh quyết định tại Sedan – khi mà Tập đoàn quân Châlons của Pháp bị hợp vây, von Kirchbach và Quân đoàn V dưới quyền ông đã được giao nhiệm vụ khép kín vòng vây ở phía Bắc.
Vào ngày 19 tháng 9, các lực lượng dưới quyền ông đã đóng một vai trò trong chiến thắng của người Đức tại trận Châtillon-sous-Bagneux, gây cho cánh phải của quân Pháp tại Villacoublay và Petit Bicestre phải rút chạy trong hỗn loạn, trước khi Kirchbach phải kéo quân đến Versailles để nhận nhiệm vụ. Trong cuộc vây hãm Paris, Quân đoàn V đã chiếm đóng các vị trí về hướng tây nam thành phố. Von Kirchbach đã đập tan mọi đợt tấn công của quân Pháp nhằm chọc thủng các vị trí phòng ngự của ông tại Núi Valerien vào cuối tháng 1 năm 1871, gây cho quân Pháp những thiệt hại nặng nề.
Thắng lợi của quân đội Đức ở núi Valerien đã quyết định cho số phận của Paris, và chấm dứt huyền thoại về các đội quân được tuyển mộ từ quần chúng có thể đánh bại một đội quân nhà nghề được huấn luyện bài bản. Vào ngày 18 tháng 2 năm 1871, ông được tặng thưởng cành lá sồi gắn Huân chương Quân công của mình. Vào tháng 2 năm 1871, Quân đoàn V được gửi tới Orléans và vào tháng 3 họ tới Vesoul. Năm 1872, ông được ban thưởng 100.000 thaler và một điền trang tại Niesky. Vào năm 1880, von Kirchbach được phong làm Bá tước. Hugo von Kirchbach qua đời vào năm 1887 tại 1887 ở Niesky, Oberlausitz, hưởng thọ 78 tuổi. Người con trai của ông, Günther von Kirchbach là một Thượng tướng của Đức trong cuộc Chiến tranh thế giới thứ nhất.

## Phong tặng
Phần này được tham khảo từ Wikipedia tiếng Đức
- Huân chương Quân công Phổ gắn Lá sồi
  - Huân chương Quân công vào ngày 20 tháng 9 năm 1866
  - Lá sồi vào ngày 18 tháng 2 năm 1871
- Huân chương Đại Bàng đỏ, Đại Thập tự gắn Lá sồi vào tháng 3 năm 1873
- Huân chương Albrecht, Đại Thập tự vào tháng 10 năm 1873
- Huân chương Aleksandr Nevsky, Đại Thập tự vào tháng 1 năm 1874
- Huân chương Đại bàng Đen vào ngày 18 tháng 9 năm 1875
- Công dân danh dự (Ehrenbürger) của thành phố Neumarkt vào ngày 18 tháng 4 năm 1871

## Lưu ý
Chú ý đến tên gọi của ông: Graf là một tước hiệu, tương đương với Bá tước, chứ không phải là một tên riêng hoặc tên lót. Trước năm 1919, tước hiệu nằm ở phía trước tên riêng. Tước hiệu cũ của những người còn sống sau năm 1919 là thành phần thuộc tên họ, do đó nằm phía sau tên thánh và không thể được dịch. Tước vị tương đương với Nữ Bá tước là Gräfin.